# Sollefteå distrikt
Sollefteå distrikt är ett distrikt i Sollefteå kommun och Västernorrlands län. Distriktet ligger omkring Sollefteå i västra Ångermanland. 

## Tidigare administrativ tillhörighet
Distriktet inrättades 2016 och utgörs av det område som Sollefteå stad omfattade före 1952 och vari Sollefteå socken införlivats 1945.
Området motsvarar den omfattning Sollefteå församling hade 1999/2000.

## Tätorter och småorter
I Sollefteå distrikt finns en tätort men inga småorter.

### Tätorter
- Sollefteå (del av)